# 後藤正人 (法制史学者)
後藤 正人 (ごとう まさと、1943年9月7日 - ）は、日本の法制史学者。和歌山大学名誉教授。研究領域は日本法史学、憲法社会史、社会文学、社会科教育学。青森県青森市出身。

## 経歴

### 学歴
- 1962年 - 青森県立青森高等学校卒業
- 1966年 - 早稲田大学第二法学部卒業
- 1969年 - 早稲田大学大学院法学研究科修士課程修了
- 1976年 - 大阪大学大学院法学研究科博士課程単位取得退学

### 職歴
専任
- 1976年 - 和歌山大学教育学部専任講師
- 1977年 - 同助教授
- 1988年 - 同教授
- 1992年 - 同大学院教育学研究科教授
- 2009年 - 同大名誉教授

兼任
（着任時表示）　　
- 1977年 - 和歌山大学経済短期大学部（現・経済学部）
- 1977年 - 和歌山県伊都郡かつらぎ町専門委員（町史編集）
- 1980年 - 中京大学法学部
- 1980年 - 大阪大学医療技術短期大学部（現・医学部）
- 1981年 - 大阪商業大学商経学部
- 1985年 - 甲南大学法学部
- 1986年 - 京都府長岡京市市史執筆委員
- 1987年 - 和歌山県庁コンサルタント（入会林野関係）
- 1990年 - 龍谷大学法学部
- 1992年 - 大阪大学法学部
- 1997年 - 金沢大学法学部
- 2000年 - 京都府庁コンサルタント（入会林野関係）
- 2003年 - 姫路獨協大学法学部
- 2003年 - 京都ノートルダム女子大学人間文化学部
- 2004年 - 和歌山県放送大学
- 2008年 - 京都産業大学全学共通教育センター

### 所属研究会等
- 法制史学会近畿部会（幹事）
- 関西啄木懇話会（運営委員）
- 和歌山大学法史学研究会（代表）
- 和歌山大学教職員組合五十年史編集委員会（委員長）
- 中日本入会林野研究会（代表委員）
- 憲法研究所（運営委員）

## 研究内容の特色
後藤は、現代日本の法学研究を行う視点を民主主義に置いている。その上で民主主義とは「自由・平等・友愛に関する運動・思想・制度の全体」であると考える。すなわち、自由・平等・友愛の概念がそれらに係わる運動・思想・制度の三つの次元を通して具体的に検証される必要があるとするのが法制史学者として彼の学問研究に対する基本的スタンスとなっている 。
具体的な研究領域の特徴については、先ず法制史関係として、近世法の土地法史や身分制史を中心に扱って来たが、中世及び近代との係わりも重視する中で先駆的な役割を果してきた。また近代法では自由民権思想などの人権史や入会史などを中心に精力的に研究してきたが、その際、日本国憲法との関連を重視してきた。憲法社会史では、近代日本における平和思想や、日本国憲法制定期における憲法意識を始め、主権者意識・人権意識・平和意識を検討している 。
一方、人物研究として自然環境保護運動などを行った南方熊楠 (現和歌山市出身)につき、民権・環境・国際交流の観点から新しい研究領域を開いた。また朝日新聞などの社会部記者を歴任した松崎天民(現岡山県真庭市出身)に関する分析、研究の成果が挙げられる。
その他、地域・中央・世界に即し、自己の研究を基礎として特徴ある教育専門書も書いている 。

## 著作等

### 単著
- 『社会科教育と法社会史』昭和堂、1992年
- 『権利の法社会史』法律文化社、1993年
- 『土地所有と身分　近世の法と裁判』法律文化社、1995年
- 『現代社会科教育研究』和歌山大学法史学研究会、2002年
- 『南方熊楠の思想と運動』世界思想社、2002年
- 『近代日本の法社会史』世界思想社、2003年
- 『平和・人権・教育』宇治書店、2004年
- 『歴史、文芸、教育』和歌山大学法史学研究会、2005年
- 『松崎天民の半生涯と探訪記』和泉書院、2006年
- 『児玉花外の詩文と生涯』文理閣、2019年
- 『近世・維新期の民衆と法ー東九州を中心に』文理閣、2021年
- 『歴史のなかの入会・入会権』文理閣、2022年

### 共著
- 『部落の歴史 近畿編』部落問題研究所、1982年
- 『日本近代国家の法構造』木鐸社、1983年
- 『紀州史研究1』国書刊行会、1985年
- 『紀州史研究2 明治史研究特集』国書刊行会、1987年
- 『紀州史研究3 総特集・熊野Ⅰ』国書刊行会、1988年
- 『紀州史研究4 総特集・熊野Ⅱ』国書刊行会、1989年
- 『南方熊楠の図譜』青弓社、1991年
- 『現代法社会学の諸問題（下）』民事法研究会（株）、1992年
- 『非戦・平和の論理』法律文化社、1992年
- 『近現代日本の平和思想』ミネルヴァ書房、1993年
- 『市民革命と日本法』日本評論社、1994年
- 『与謝野晶子を学ぶ人のために』世界思想社、1995年
- 『近現代世界の平和思想』ミネルヴァ書房、1996年
- 『長岡京市史　本文編二』京都府長岡京市役所、1997年
- 『平和憲法と新安保体制』法律文化社、1998年
- 『日本国憲法のすすめ』法律文化社、2003年
- 『図解 いま日本政治は！』大阪経済法科大学出版部、2003年
- 『日本近代法制史研究の現状と課題』弘文堂、2003年
- 『総批判改憲論』法律文化社、2005年
- 『平和憲法と人権・民主主義』法律文化社、2012年
- 『裁判と自治の法社会史』（熊谷開作先生生誕百年記念論集）晃洋書房、2020年

### 共編著
- 『かつらぎ町史 近世史料篇』和歌山県伊都郡かつらぎ町役場、1988年
- 『かつらぎ町史 近代史料篇』和歌山県伊都郡かつらぎ町役場、1995年
- 『和歌山大学教職員組合五十年史』和歌山大学教職員組合、2001年

### 共著分担
- 『吹田市史 第2巻』近世本文編　大阪府吹田市役所、1975年
- 『自由民権運動研究文献目録』三省堂、1984年
- 『部落史史料選集 第二巻』近世編生活 部落問題研究所、1989年
- 『部落史史料選集 第三巻』近世編思想・文化 部落問題研究所、1989年
- 『日本近代法120講』法律文化社、1992年
- 『長岡京市史 資料編三』京都府長岡京市役所、1993年
- 『明治時代史大辞典 第三巻』吉川弘文館、2013年

### 監修
- 『松崎天民選集 全10巻』（監修・各巻解説・著者紹介）クレス出版、2013年

### 主要論文
- 『明治十年代の小作争議・職人運動と「生存権」』和歌山大学教育学部紀要・人文科学33集、1984年
- 『自由民権期の地域社会における権利運動と地主制』和歌山大学紀州経済史文化史研究所紀要4号、1984年
- 『近代日本成立期における民間の地方自治構想』阪大法学164、165号、1992年
- 『義民顕彰をめぐる自由主義とファシズム』立命館大学人文科学研究所紀要65号、1996年
- 『児玉花外「社会主義詩集」と大塩中斎顕彰』同上70号、1998年
- 『出版法に抑圧された萩原朔太郎と児玉花外 -「萩原朔太郎全集」に未収録の「児玉花外を偲びて」をめぐって』萩原朔太郎研究会会報51号、1999年
- 『田辺湾神島と史蹟名勝天然記念物保存法 - 南方熊楠の指定運動をめぐって』中日本入会林野研究会会報27号、2007年、現・入会林野研究
- 『秋田雨雀の啄木研究の意義』和歌山大学教育学部「学芸」54号、2008年
- 『徳島県立憲法記念館をめぐる憲法意識』大阪民衆史研究64号、2010年
- 『憲法制定期における徳島地方紙の憲法論』同上66号、2011年
- 『入会権・入会集団の変遷について - 兵庫県丹波市の「入会顕彰碑」をてがかりに』入会林野研究32号、2012年
- 『紀州藩大庄屋の公的生活』編集・自刊「法社会史紀行」創刊号、2014年
- 『紀州藩大庄屋家の近代化』同上創刊号
- 『高鍋藩日記にみる最下層身分の諸問題』同上2号、2015年
- 『滋賀県の金勝生産森林組合の入会史をめぐって』入会林野研究35号、2015年
- 『滋賀県栗東市の金勝入会顕彰碑について』同上36号、2016年
- 『朝日新聞記者・松崎天民の新聞への提言と非戦論』大阪民衆史研究70号、2016年
- 『高鍋藩に現れた神仏判然法の様相―朝藩期の「藩尾録」を中心に』法社会史紀行3号、2016年
- 『非核自治体宣言と憲法９条』同上3号、2016年
- 『山城国乙訓郡金ヶ原村の入会権運動―近世・近代を通じて』入会林野研究37号、2017年